# Wullschlaegelia aphylla
Wullschlaegelia aphylla är en orkidéart som först beskrevs av Olof Swartz, och fick sitt nu gällande namn av Heinrich Gustav Reichenbach. Wullschlaegelia aphylla ingår i släktet Wullschlaegelia och familjen orkidéer. Inga underarter finns listade i Catalogue of Life.